# Ludwig Vinzenz Fischer

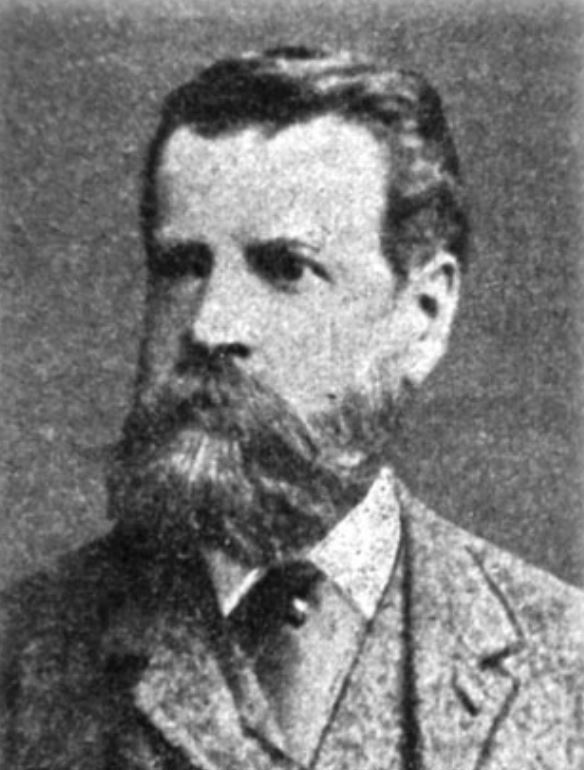
Ludwig Vinzenz Fischer

Ludwig Vinzenz Fischer (* 22. Januar 1845 in Reschitza, Kaisertum Österreich; † 15. Dezember 1890 in Halle (Saale)) war ein österreichischer Autor, Novellist und Übersetzer aus der Volksgruppe der Banater Berglanddeutschen.

## Leben
Fischer entstammte einer aus dem Königreich Sachsen in das Banater Bergland eingewanderten Tischlerfamilie. Sein Vater, Franz Fischer, lebte mit seiner Familie in Orawitz und arbeitete dort als Tischler. Er hatte Verwandte in Reschitza, wo Ludwig Vinzenz Fischer geboren und getauft wurde. 1859 wurde Ludwig Vinzenz Fischer unter der Obhut seines Onkels Johann Fischer Lehrling in die Reschitzaer Tischlerei. Nach zwei Jahren wurde er in der Werkskanzlei als „Schreiber“ eingesetzt, später fand er in der Buchhaltung neue Aufgaben. 
1871 verließ Fischer das Banat und ließ sich zunächst in Floridsdorf als Beamter am dortigen Stahlwerk nieder, danach war er Beamter an einer Papierfabrik in Heurichstal (Mähren). Darauf war er als Prokurist einer Papierfabrik in Erlau tätig. In Österreich heiratete er Helene Kapall. Er übernahm die Position des Direktors in einem Unternehmen im Königreich Württemberg, danach war er „bevollmächtigter Leiter“ einer Papierfabrik in Kröllwitz. Hier verstarb Fischer am 15. Dezember 1890.

## Literarisches Werk
Ab 1866 veröffentlichte Fischer Beiträge in den Zeitungen von Lugosch und Temeswar. 
Zwischen 1868 und 1890 übersetzte Fischer rumänische Lyrik für österreichische und deutsche Zeitschriften wie Österreichische Gartenlaube (Graz), Die Dioskuren (Wien), Der Osten (Wien), Magazin für die Literatur des Auslandes (Leipzig) und Das Ausland (Augsburg). Er unterstützte zeitlebens die von Corneliu Diaconovici herausgegebene deutschsprachige Zeitschrift Romänische Revue, der er Papier zum Herstellungspreis lieferte und in der er eigene Beiträge veröffentlichte. Bereits vor dem Erscheinen der Romänischen Revue vermittelte Diaconovici Fischers Beiträge an Banater Zeitschriften, so an die 1881 in Lugosch gegründete Zeitschrift für vergleichende Literaturgeschichte, die „Südungarische Revue“. 
Ludwig Vinzenz gehörte zu den ersten Übersetzern rumänischer Volks- und Kunstdichtung. Er übersetzte als Erster „Luceafărul“, ein Werk des rumänischen Dichters Mihai Eminescu, in die deutsche Sprache. Für seine Verdienste verlieh ihm König Karl I. von Rumänien 1888 die „Goldene Medaille für Kunst und Wissenschaft“.